# Record de distance de tir létal pour un tireur d'élite

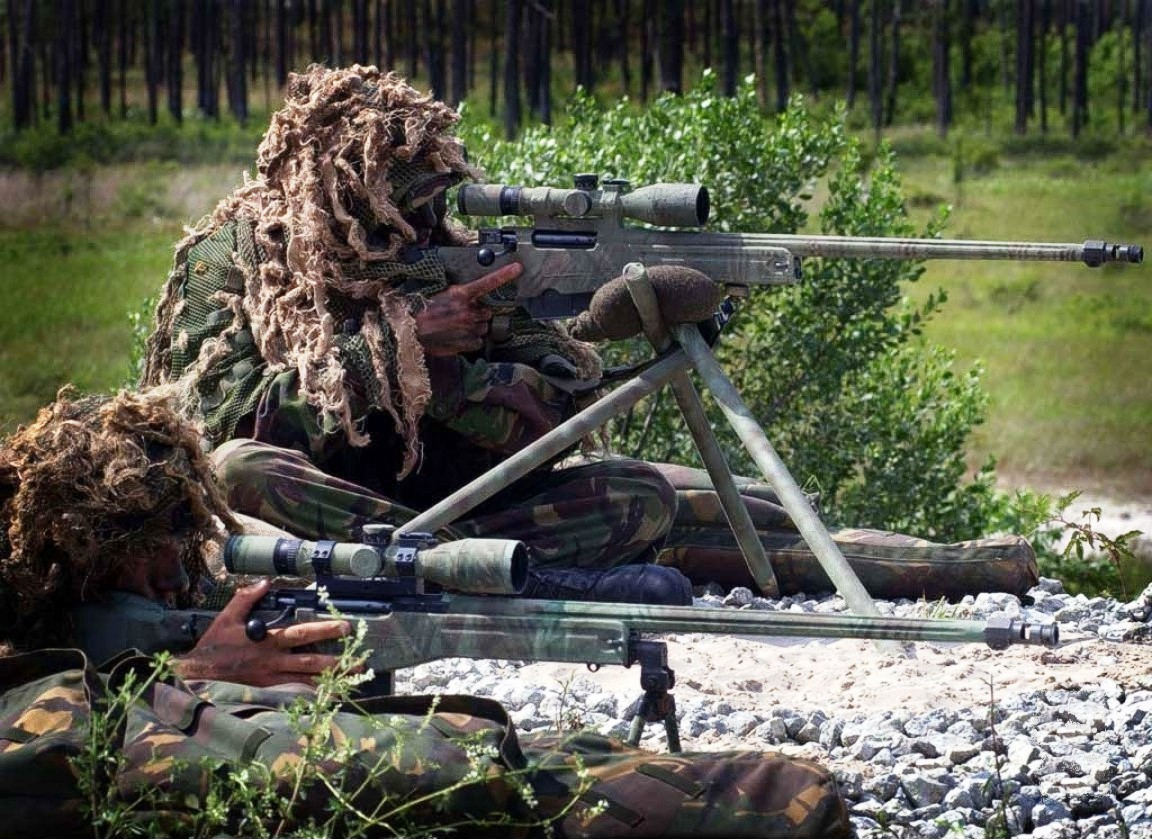
Sniper des Royal Marines britanniques muni d'un fusil L115A1. Ce fusil est similaire au L115A3 Long Range Rifle utilisé par Craig Harrison, mais équipé d'une lunette de visée télescopique Schmidt & Bender 3-12x50 PM II.

Un record de distance de tir létal pour un tireur d'élite est un tir mortel effectué par un sniper (un tireur d'élite embusqué) atteignant sa cible à une distance qui jusqu'alors n'avait jamais été atteinte. Les snipers ont une longue histoire derrière eux concernant le développement du tir à longue distance.

## Historique

### Origines

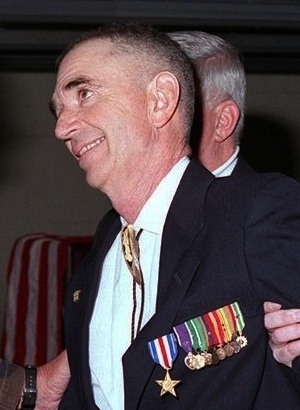
Carlos Hathcock en 1996.

La science du tir longue distance a porté ses fruits durant la guerre du Viêt Nam. Le sergent Carlos Hathcock, considéré comme l'un des meilleurs tireurs à longue distance, a détenu, de 1967 à 2002, le record de distance avec un coup au but homologué à 2 286 m,. Hathcock enregistra 93 coups au but avant qu'une blessure ne mette fin à son engagement en première ligne. À son retour aux États-Unis, il participa à la création d'une école de tir sur la base du Corps des Marines de Quantico en Virginie, la Marine Corps Base Quantico.

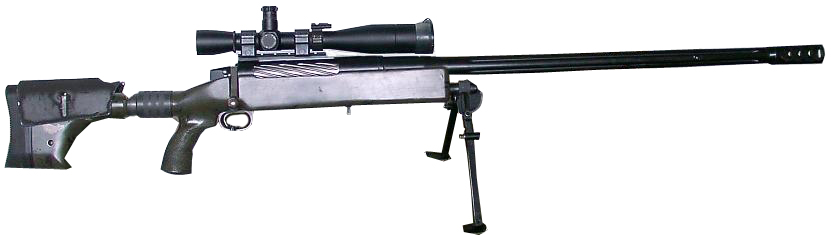
Un fusil McMillan TAC-50 comme celui utilisé par Rob Furlong.

Il faut attendre trente ans pour que, en mars 2002, le caporal-chef canadien Arron Perry, du Princess Patricia's Canadian Light Infantry batte le record de Hathcock, avec 2 310 m. Cependant, Perry ne détint ce record que pendant quelques jours, car un autre homme de son unité, le caporal Robert Furlong, le dépassa avec un tir à 2 430 m. Furlong réalisa ce tir de support aux soldats américains durant l'opération Anaconda dans les premiers temps de la guerre d'Afghanistan.
Le record a été détenu par le Britannique Craig Harrison qui, en novembre 2009, effectua un tir à 2 475 m en Afghanistan. En 2012, celui-ci aurait été battu par un Australien avec un tir à 2 815 m soit un temps de vol de 6 secondes avec un Barrett M82 dans la province d’Helmand. Ce dernier aurait été à son tour battu par un Canadien en mai 2017 lorsqu'il effectua un tir à 3 540 m de distance en Irak dans la province de Ninive.
Le record pour un tir de nuit serait détenu depuis avril 2011 par un binôme issu de la 1re compagnie du 1er RPIMA, assisté de deux membres d'une équipe de recherche du 13e RDP, avec une distance de 1 786 mètres.

### Développement

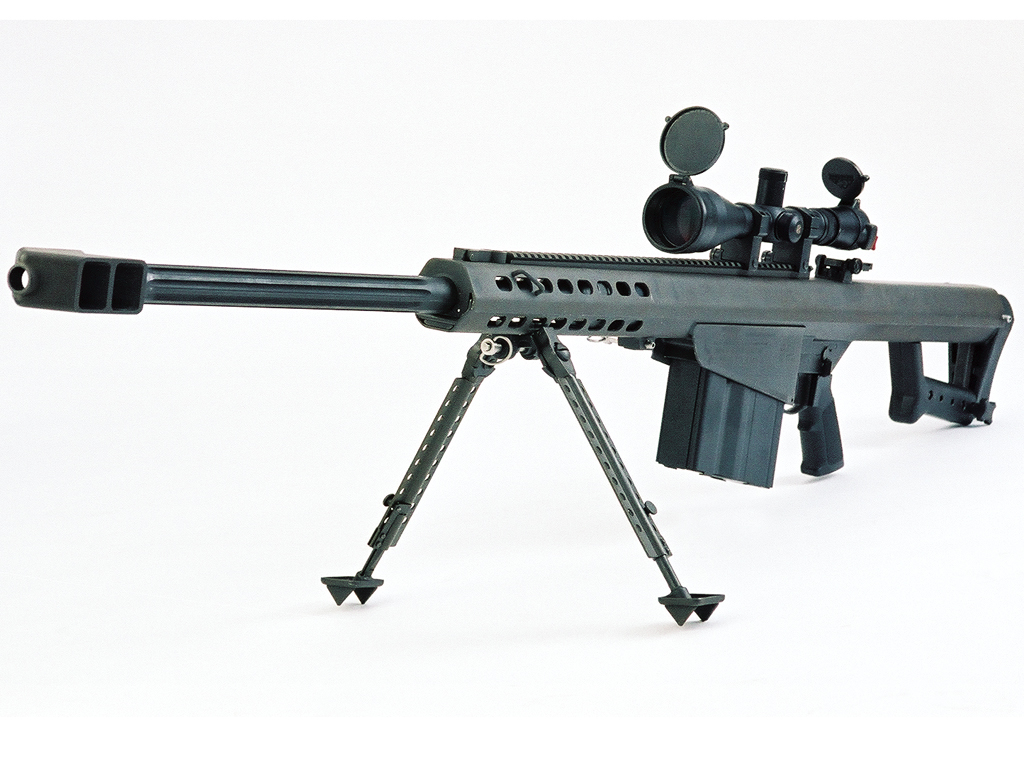
Le Barrett M82, célèbre fusil anti-matériel.

Les améliorations des armes, des munitions, les aides pour déterminer les solutions balistiques, telles que les télémètres laser, les équipements de mesures météorologiques, les ordinateurs portables et les logiciels de prédiction balistique ont permis le développement du tir à longue distance.
Le tir au-delà de 1,25 km requiert un entraînement et une pratique soutenue. Le tireur doit pouvoir estimer correctement les divers facteurs qui influencent la trajectoire et le point d'impact de la balle, comme la distance à la cible, la direction et la vitesse du vent, la densité de l'air et l'altitude de la cible par rapport au tireur. Une erreur dans ces estimations peut nuire à la létalité du tir ou faire complètement manquer la cible.

## Tirs létaux revendiqués au-delà de1 250 mètres
| Rang | Nom                                       | Date           | Distance | Arme                          | Munition                                | Nationalité     | Unité militaire                                           | Conflit                             | Références |
| ---- | ----------------------------------------- | -------------- | -------- | ----------------------------- | --------------------------------------- | --------------- | --------------------------------------------------------- | ----------------------------------- | ---------- |
| 1.   | Viacheslav Kovalskyi                      | novembre 2023  | 3 800 m  | Horizon's Lord                | 12,7×114 mm HL                          | Ukraine         | Service de sécurité d'Ukraine                             | Invasion de l'Ukraine par la Russie | ,          |
| 2.   | Tireur d'élite canadien non identifié     | mai 2017       | 3 540 m  | McMillan Tac-50               | Hornady A-MAX .50                       | Canada          | Joint Task Force 2                                        | Guerre d'Irak                       | ,          |
| 3.   | Tireur d'élite australien non identifié   | avril 2012     | 2 815 m  | Barrett M82A1                 | 12,7 × 99 mm OTAN                       | Australie       | 2d Commando Regiment (en)                                 | Guerre d'Afghanistan                | [ 6 ]      |
| 4.   | Corporal of Horse Graig Harrison          | novembre 2009  | 2 475 m  | L115A3 Long Range Rifle       | .338 Lapua Magnum LockBase B408 bullets | Royaume-Uni     | Household Cavalry                                         | Guerre d'Afghanistan                | ,          |
| 5.   | Corporal Rob Furlong                      | mars 2002      | 2 430 m  | McMillan Tac-50               | Hornady A-MAX .50                       | Canada          | 3rd Battalion Princess Patricia's Canadian Light Infantry | Guerre d'Afghanistan                | [ 16 ]     |
| 6.   | Master Corporal Arron Perry               | mars 2002      | 2 310 m  | McMillan Tac-50               | Hornady A-MAX .50                       | Canada          | 3rd Battalion Princess Patricia's Canadian Light Infantry | Guerre d'Afghanistan                | [ 16 ]     |
| 7.   | Sergeant Brian Kremer                     | octobre 2004   | 2 300 m  | Barrett M82A1                 | Raufoss NM140MP (.50 BMG) (en)          | États-Unis      | 2d Ranger Battalion, 75th Ranger Regiment                 | Guerre d'Irak                       | [ 17 ]     |
| 8.   | Gunnery Sergeant Carlos Hathcock          | février 1967   | 2 286 m  | Browning M2                   | .50 BMG                                 | États-Unis      | United States Marine Corps                                | Guerre du Viêt Nam                  | [ 1 ]      |
| 9.   | Tireur d'élite sud-africain non identifié | août 2013      | 2 125 m  | Denel NTW-14.5                | 14.5×114mm                              | Afrique du Sud  | South African Special Forces Brigade                      | Rébellion du M23 au Congo           | [ 18 ]     |
| 10.  | Specialist Nicolas Randstad               | janvier 2008   | 2 092 m  | Barrett M82A1                 | .50 BMG                                 | États-Unis      | 1st Squadron, 91st Cavalry Regiment (en)                  | Guerre d'Afghanistan                | [ 19 ]     |
| 11.  | Chief Petty Officer Chris Kyle            | août 2008      | 1 920 m  | TAC-338                       | .338 Lapua Magnum                       | États-Unis      | Navy SEAL                                                 | Guerre d'Irak                       | ,          |
| 12.  | Corporal Christopher Reynolds             | août 2009      | 1 853 m  | Accuracy International L115A3 | .338 Lapua Magnum                       | Royaume-Uni     | 3e Scots – The Black Watch                                | Guerre d'Afghanistan                | [ 22 ]     |
| 13.  | Tireur d'élite saoudien non identifié     | janvier 2016   | 1 700 m  | PGW Defence Technology LRT-3  | .50 BMG                                 | Arabie saoudite | /                                                         | Guerre du Yémen                     | [ 23 ]     |
| 14.  | Tireur d'élite français non-identifié     | juin 2012      | 1 667 m  | PGM Hécate II                 | 12,7 × 99 mm OTAN                       | France          | 3e Brigade Mécanisée                                      | Guerre d'Afghanistan                | [ 24 ]     |
| 15.  | Staff Sergeant Steve Reichert             | avril 2004     | 1 614 m  | Barrett M82A3                 | Raufoss NM140MP (.50 BMG)               | États-Unis      | 2d Battalion, 2d Marine Regiment                          | Guerre d'Irak                       | [ 25 ]     |
| 16.  | Tireur d'élite ukrainien non identifié    | mars 2022      | 1 500 m  | NC                            | NC                                      | Ukraine         | NC                                                        | Invasion de l'Ukraine par la Russie | [ 26 ]     |
| 17.  | Tireur d'élite norvégien non identifié    | novembre 2007  | 1 380 m  | Barrett M82A1                 | 12,7 × 99 mm OTAN                       | Norvège         | 2d Kystjegerkommandoen (en)                               | Guerre d'Afghanistan                | [ 27 ]     |
| 18.  | Tireur d'élite français non-identifié     | avril 2013     | 1 360 m  | PGM Hécate II                 | 12,7 × 99 mm OTAN                       | France          | 9e Brigade d'Infanterie de Marine                         | Guerre du Mali                      | [ 24 ]     |
| 19.  | Sergeant First Class Brandon McGuire      | avril 2007     | 1 310 m  | Barrett M82A1                 | Raufoss NM140MP (.50 BMG)               | États-Unis      | 3rd Battalion, 509th Parachute Infantry Regiment          | Guerre d'Irak                       | [ 28 ]     |
| 20.  | Sergeant Major Herbert Sleigh             | février 1918   | 1 280 m  | M1903 Springfield             | .30-06 (7.62×63mm)                      | États-Unis      | American Expeditionary Forces                             | Première Guerre mondiale            | [ 29 ]     |
| 21.  | Staff Sergeant Jim Gilliland              | septembre 2005 | 1 250 m  | Fusil M24                     | 7,62 × 51 mm OTAN                       | États-Unis      | 3 rd Infantry Division, 2d Battalion, 69th Armor Regiment | Guerre d'Irak                       | [ 30 ]     |

## Tirs d'entrainement au-delà de3 000 mètres
| Rang | Nom                        | Date             | Distance | Arme                   | Munition      | Nationalité | Unité militaire                     | Cible                                    | Références |
| ---- | -------------------------- | ---------------- | -------- | ---------------------- | ------------- | ----------- | ----------------------------------- | ---------------------------------------- | ---------- |
| 1.   | Andrey Ryabinsky           | 18 octobre 2017  | 4 210 m  | Twilight SVLK-14C      | .408 Chey Tac | Russie      | Aucune                              | Cible d'entrainement (100 × 100 cm)      | [ 31 ]     |
| 2.   | Adjudant Benjamin Gineste  | 29 octobre 2016  | 4 150 m  | Fabrication artisanale | .408 Chey Tac | France      | 4e régiment de chasseurs            | C300 (1,90 × 1,28 m)                     | [ 32 ]     |
| 3.   | Adjudant Benjamin X.       | 22 août 2015     | 3 695 m  | Fabrication artisanale | .408 Chey Tac | France      | 1er régiment de chasseurs d'Afrique | Cible d'entrainement C300 (130 × 120 cm) | [ 33 ]     |
| 4.   | Jim Spinella               | 22 novembre 2015 | 3 475 m  | Fabrication artisanale | .375 Chey Tac | États-Unis  | Aucune                              | Cible d'entrainement (36 pouces)         | [ 34 ]     |
| 5.   | Tireur russe non identifié | 8 mai 2015       | 3 402 m  | Twilight SVLK-14C      | .408 Chey Tac | Russie      | Aucune                              | //                                       | [ 35 ]     |